# Ursula Neugebauer
Ursula Neugebauer (* 13. Dezember 1960 in Hamm/Westfalen) ist eine deutsche Künstlerin.

## Leben
Ursula Neugebauer studierte Bildende Kunst an der Kunstakademie Münster – hier war sie Meisterschülerin von Timm Ulrichs – sowie Literaturwissenschaften an der Westfälischen Wilhelms-Universität. Neugebauer unterrichtete kurz als Studienrätin und arbeitete anschließend als Kunsttherapeutin an der Universitätsklinik Münster. Von 1999 bis 2002 war sie Dozentin am Fachbereich Architektur an der Technischen Universität Berlin. Seit 2003 lehrt sie als Professorin an der Universität der Künste Berlin Bildende Kunst.
Ursula Neugebauer ist Mitglied im Deutschen Künstlerbund. Sie lebt in Berlin.
2008 heiratete Neugebauer den Künstler Timm Ulrichs.

## Werke
Sie arbeitet als Künstlerin an der Schnittstelle von Installation, Objekt, Raum und Medien. Ihre Werke stellen schrittweise Umgestaltungen von Alltag und Alltagsgegenstand dar, die ebenso analytisch wie präzise ist. Dadurch erlaubt sie dem Betrachter, Welt und Wirklichkeit nicht nur mit geschärften Sinnen wahrzunehmen, sondern auch die Tröstungen der Kunst gegenüber dem oft Unsäglichen der Existenz zu erfahren – eine Funktion des Ästhetischen, auf die Nietzsche und Adorno hingewiesen haben.
Die Dialektik von An- und Abwesenheit wie von Vergessen und Erinnern spielt in ihrem Werk eine große Rolle. Sie zieht sich in unterschiedlichen Ausformungen als Konstante durch ihr Œuvre von „verschwinden“ (1999) und „Briefe“ (2001) bis hin zur „zu Tisch“ (2011) und dem Video „… das grösste Glück, welches vorstellbar ist“ (2010), eine Arbeit über den Mathematiker Grigori Perelman. In „verschwinden“ gewinnt das Thema in ebenso einfacher wie nachdrücklicher Weise Gestalt in Form einer Reihe von Spiegeln. Sie lassen das Bild des Betrachters je nach Rezeptionsrichtung scharf hervor- oder zurücktreten. Die Arbeit „zu Tisch“ die Ursula Neugebauer als Installation, Performance und Video ausgearbeitet hat, ist ein Gedächtnis- und Erinnerungswerk, in das der Betrachter aktiv eingebunden wird.
Der Charakter eines „Memorials zu Lebzeiten“ (Michael Stoeber) ist auch ihren Haar-Zeichnungen „figur“ eingeschrieben, bei denen sie Porträts aus menschlichen Haaren bildet. Ein Beispiel für Prozesskunst, mit dem sie 1996 begonnen und 2007 muslimische Frauen, die ihre Haare bedecken, miteinbezogen hat. Der in diesem Zusammenhang entstandene Film „Haare“ 2008, beleuchtet das Phänomen der religiös motivierten Verschleierung als Ausdruck der An- und Abwesenheit, der Identität und Integrität des weiblichen Körpers: das bedeckende Tuch erscheint hier als Metapher ungelebten Lebens.
Ihre Werkserie „Nachlass“ (2003), bei der sie Sterbezimmer Dahingeschiedener fotografiert hat, vereint ebenfalls Wesenszüge des Porträts mit einer Erinnerungsarbeit.
Aufsehen erregt hat Neugebauer mit ihrer wiederholt in Ausstellungen gezeigten raumgreifenden Installation „tour en l’air“ (1997/98), in der sie in einem „Ballett ohne Ballerinen“ (nach einem Text von Manfred Schneckenburger im Ausstellungskatalog) rote Ballkleider animiert. Ein Elektromotor und eine Zeitschaltung sorgen dafür, dass sie immer wieder zu leidenschaftlichem Tanz erwachen, nur um danach erschöpft in sich zusammenzufallen.

## Ausstellungen (Auswahl seit 2003)
- 2003: Drehen, Kreisen, Rotieren, Museum im Kulturspeicher, Würzburg; Kunstmuseum Heidenheim; Kunstmuseum Ahlen; Pfalzgalerie Kaiserslautern
- 2004: Cum Grano Salis, Kloster Bentlage; mit offenem Ende, Kunsthalle Recklinghausen; Kunstverein Ingolstadt
- 2005: Körper – Leib – Raum. Der Körper im zeitgenössischen Tanz und in der Zeitgenössischen Skulptur. Skulpturenmuseum Glaskasten, Marl; Ursula Neugebauer, Galerie der Stadt Remscheid; Memoria! – 7 Positionen, Kloster Gravenhorst
- 2006: A noir, E blanc, I rouge, U vert, O bleu – Farben. Kunstmuseum Kloster Unser Lieben Frauen, Magdeburg
- 2007: Körper Gesicht Seele, Leopold Museum Wien; Asia – Europe Mediations, Museum Poznań; Ursula Neugebauer, Kunstverein Grafschaft Bentheim, Neuenhaus; Ursula Neugebauer, Werkstadt Graz
- 2008: Aktinos-Mai-Photographs, les festivals français de photographies, Quimper; European Attitude, Zendai MoMA, Shanghai; Was Bleibt, DG, Deutsche Gesellschaft für christliche Kunst, München; Necessary discourse on Hysteria, The Gallery of Fine Arts, Slovenj Gradec
- 2009: Ursula Neugebauer, Haus der Architektur und Werkstadt Graz; Seeking constructive concrete structura 2., Museum Vasarely, Budapest; hautnah, Museum Villa Rot, Burgrieden-Rot
- 2010: Gabriele Münter Preis, Martin Gropius Bau, Berlin; fashionable art – Mode in der Kunst, Kunst Raum Riehen, Basel; Der Westen leuchtet, Kunstmuseum Bonn
- 2011: In bester Gesellschaft, Schloss Detmold; Zu Tisch, Werkstadt Graz; Wovon Maschinen Träumen, Ars Electronica, VW Automobil Forum Unter den Linden Berlin, breeze breeze, Osaka; Poetry of Motion, Ars Electronica, breeze breeze, Osaka
- 2013: Sagittarius A, Kunstverein Bad Salzdetfurth, Stiftung Kunstgebäude Schlosshof Bodenburg

## Preise und Auszeichnungen (Auswahl)
- 1990: Graduiertenstipendium des Landes NRW
- 1991: Arbeitsstipendium Stiftung Kunstfonds, Bonn

Studiogalerie, Förderpreis des Landschaftsverbandes Westfalen-Lippe
- 1992–93: Stipendium des Kultusministeriums NRW, Stiftung Künstlerdorf Schöppingen
- 1998: Reisestipendium der Elisabeth-Montag-Stiftung, Dresden
- 1999: Stipendium der Kulturstiftung der Sparkasse Unna
- 2001: Barkenhoff-Stipendium, Künstlerhäuser Worpswede
- 2004: Künstlerinnenpreis des Landes Nordrhein-Westfalen für Bildhauerei